# Nathaniel Francis
Nathaniel Joseph Selver Francis (1912-2004) est un homme politique des Îles Turques-et-Caïques, Ministre en chef du 28 mars 1985 au 25 juillet 1986, quand il est contraint de démissionner après des accusations de corruption.

## Biographie
Nathaniel Joseph Selver Francis est né à Grand Turk le 6 mai 1912, son père, Nathaniel Joseph Francis, était l'imprimeur officiel de la colonie. IL suit ses études primaires et secondaires dans son pays. En 1938, après la mort de son père, il entre au département des Travaux Publics comme assistant du superintendant. En parallèle il se découvre un intérêt pour le Droit et apporte ses conseils à des justiciables démunis devant les tribunaux. Il excelle tellement dans cet tâche qu'il lui est même proposé d'aller en Jamaïque se former dans un cabinet d'avocat, mais se projet ne se concrétise pas. Au début des années 40, Nathaniel Francis est nommé Inspecteur de salubrité, un poste qu'il occupe jusqu'en 1945, où il part en Jamaïque étudier la Santé publique à l'École de Santé publique (en).
À son retour, Nathaniel Francis est nommé Inspecteur de Santé publique des îles Turques-et-Caïques. Il est le premier à occuper ce poste et rédige notamment le premier Code de Santé du pays, il multiplie aussi les conférences pour éduquer ses compatriotes à la santé publique. Il continue cette activité jusqu'aux élections de 1972, où il est élu comme représentant. Lors des élections de 1976 (en), il est réélu sous les couleurs du Parti national progressiste comme représentant de la circonscription de Grand Turk. Après la victoire du PNP lors des élections de 1980 (en), il est nommé ministre du gouvernement de Norman Saunders et reconduit dans ses fonctions après les élections de 1984 (en). À la suite de l'arrestation de Norman Saunders le 28 mars 1985, il devient Ministre en chef par intérim des Îles Turques-et-Caïques jusqu'au 25 juillet 1986, date à laquelle il est contraint de démissionner à la suite d'accusations de corruption et de favoritisme portées contre lui.
Il abandonne alors la vie politique. Il meurt en 2004.